# Stylidium canaliculatum
Stylidium canaliculatum är en tvåhjärtbladig växtart som beskrevs av John Lindley. Stylidium canaliculatum ingår i släktet Stylidium och familjen Stylidiaceae. Inga underarter finns listade i Catalogue of Life.